# Isabel I de Inglaterra
Isabel I de Inglaterra (Greenwich, 7 de septiembre de 1533-Richmond, 24 de marzo de 1603), apodada la Reina Virgen, Gloriana o la Buena Reina Bess, fue la reina de Inglaterra e Irlanda desde su ascenso al trono, el 17 de noviembre de 1558, hasta su fallecimiento, en 1603. Su reinado, de más de cuatro décadas, fue conocido como la era isabelina. También fue la quinta y última monarca de la dinastía Tudor. 
Isabel era hija del rey Enrique VIII de Inglaterra y de Ana Bolena, su segunda esposa, que fue ejecutada dos años y medio después del nacimiento de Isabel. El matrimonio de Ana con Enrique VIII fue anulado e Isabel fue declarada ilegítima. Su medio hermano, Eduardo VI, gobernó hasta su muerte en 1553, legando la corona a lady Juana Grey y desdeñando las reclamaciones de sus dos medias hermanas, la católica María y la menor Isabel, a pesar de que la ley establecía lo contrario. El testamento de Eduardo fue dejado de lado y María se convirtió en reina, destituyendo a Jane Grey. Durante el reinado de María, Isabel fue encarcelada durante casi un año bajo sospecha de apoyar a los rebeldes protestantes.
Tras la muerte de su media hermana en 1558, Isabel la sucedió en el trono y se dispuso a gobernar, apoyada por un grupo de buenos consejeros. Ella dependía en gran medida de este grupo de asesores de confianza, dirigido por sir William Cecil. Una de sus primeras acciones como reina fue el establecimiento de una Iglesia protestante independiente de la Santa Sede, de la que se convirtió en gobernadora suprema. Esta decisión terminaría por provocar el nacimiento definitivo de la Iglesia de Inglaterra. Se esperaba que Isabel se casara y tuviera un heredero; sin embargo, a pesar de numerosos noviazgos, nunca lo hizo. Finalmente fue sucedida por su pariente, Jacobo VI de Escocia, quien sentó las bases del futuro Reino de Gran Bretaña. Anteriormente, Isabel había sido responsable del encarcelamiento y ejecución de la madre de Jacobo, María I de Escocia.
Durante su gobierno, Isabel fue mucho más moderada que su padre y sus hermanos. Uno de sus lemas fue "video et taceo" (en latín: "veo y callo"). En religión, fue relativamente tolerante y evitó la persecución sistemática. Después de que el papa Pío V la declaró ilegítima en 1570 y liberó a sus súbditos de la obediencia a ella, varias conspiraciones amenazaron su vida, todas las cuales fueron descubiertas con la ayuda del servicio secreto de sus ministros. Isabel fue cautelosa en los asuntos exteriores, maniobrando entre Francia y España, las principales potencias de la época. Apoyó a medias una serie de campañas militares ineficaces y con pocos recursos en los Países Bajos, Francia e Irlanda. A mediados de la década de 1580, Inglaterra ya no podía evitar la guerra con España. El fracaso de la invasión a Inglaterra por parte de la Gran Armada en 1588, asoció a Isabel con una de las principales victorias militares de la historia inglesa.
A medida que envejecía, Isabel se hizo famosa por su virginidad. A su alrededor creció un culto a la personalidad que se celebró en retratos, desfiles y la literatura de la época. El reinado de Isabel se conoció como la era isabelina. El período es famoso por el florecimiento del teatro isabelino, dirigido por dramaturgos como William Shakespeare y Christopher Marlowe, y por la destreza marinera de aventureros ingleses como Francis Drake. Algunos historiadores describen a Isabel como una gobernante de mal genio, a veces indecisa que disfrutó de su momento de suerte. Hacia el final de su reinado, una serie de problemas económicos y militares debilitaron su popularidad. Isabel es reconocida como una gobernante carismática y una obstinada sobreviviente en una era en la que el gobierno era tan destartalado como limitado y cuando las monarquías de los países vecinos afrontaban problemas internos que ponían en peligro sus tronos. Después de los breves reinados de sus medio hermanos, sus 44 años en el trono proporcionaron una notoria estabilidad al reino y ayudaron a forjar un sentido de identidad nacional. Su reinado ha sido el sexto más largo de la historia inglesa, por detrás de los de Isabel II, Victoria, Jorge III, Enrique III y Eduardo III.

## Infancia y juventud

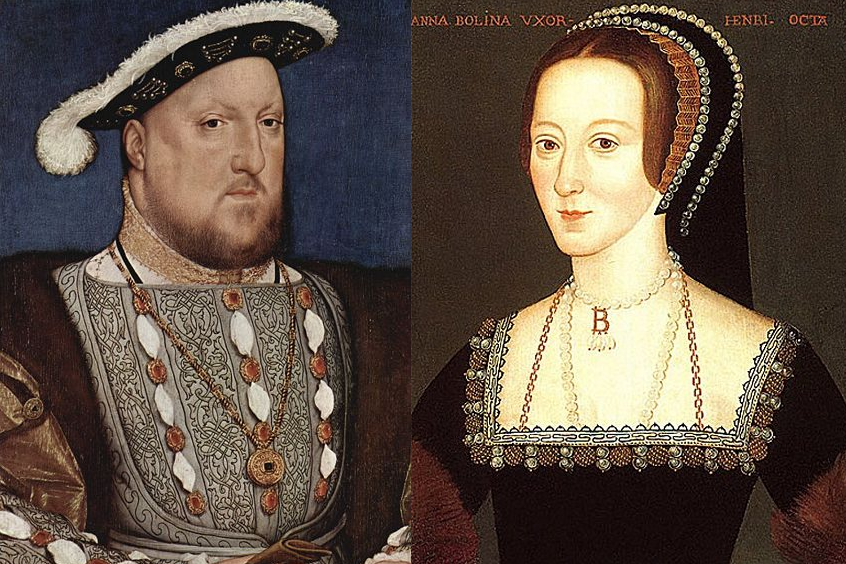
Enrique VIII y Ana Bolena, padres de Isabel I.

Isabel nació en el palacio de Placentia, el 7 de septiembre de 1533, siendo la hija de Enrique VIII de Inglaterra y de su segunda esposa, Ana Bolena. Fue bautizada en honor a sus dos abuelas, Isabel de York e Isabel Howard, el 10 de septiembre de 1533 por el arzobispo Thomas Cranmer, con el marqués de Exeter, la duquesa de Norfolk y la viuda marquesa de Dorset como sus padrinos. En la ceremonia, Jorge Bolena, vizconde de Rochford, John Hussey, barón de Hussey, Lord Thomas Howard y William Howard llevaron un dosel sobre la niña de tres días.

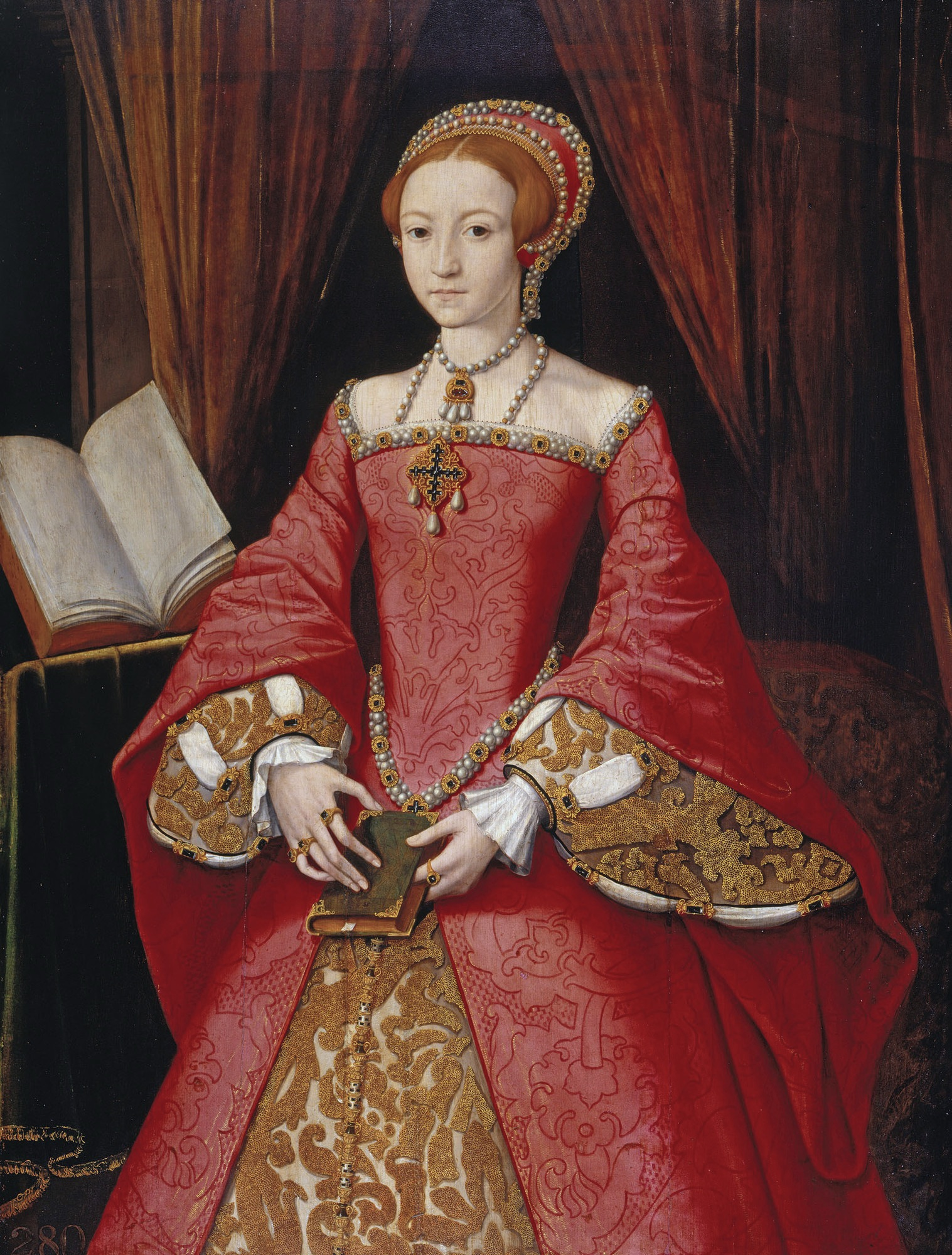
Isabel Tudor como princesa, h. 1546, de autor desconocido.

Aunque Enrique habría preferido un varón para asegurar la sucesión de la Casa de Tudor, Isabel se convirtió en heredera presuntiva del trono de Inglaterra, ya que su hermana María, hija de Catalina de Aragón, había sido declarada ilegítima tras la anulación del matrimonio de esta con Enrique. Sin embargo, fue por poco tiempo. Isabel tenía dos años y ocho meses cuando su madre fue decapitada el 19 de mayo de 1536, cuatro meses después de la muerte de Catalina de Aragón por causas naturales. El hecho de no haber dado Ana un heredero varón al rey hizo perder interés de este por su esposa, por lo que se orquestó un proceso que permitió a Enrique hacer ejecutar a la reina bajo la acusación de traición (el adulterio al rey se consideraba traición) y brujería, por haber mantenido relaciones incestuosas con su hermano, cargos que hoy se consideran falsos. Isabel fue declarada ilegítima y privada de su lugar en la sucesión real.

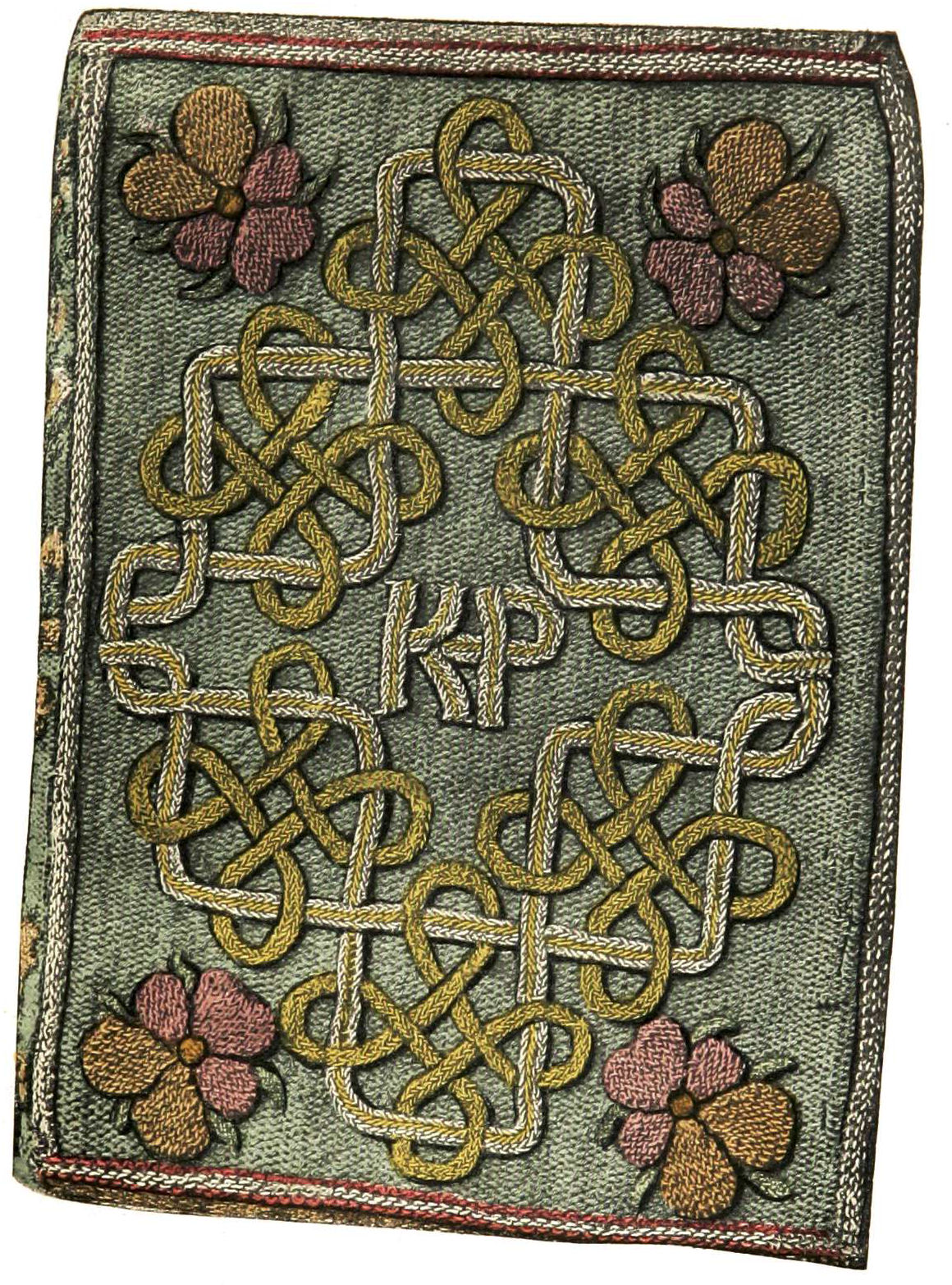
The Miroir or Glasse of the Synneful Soul, librito de poemas traducido del francés, escrito de puño y letra por Isabel, a los once años, como obsequio para Catalina Parr en 1544 (nótese el monograma KP; "Katherine Parr"). El bordado de la encuadernación también es obra de Isabel.

Cuando su madre murió, fue dejada al cuidado de lady Margaret Bryan hasta que su hermano nació y después fue educada por Katherine Ashley. Isabel tenía entonces tres años cuando fue declarada hija ilegítima, por lo que perdió su título de princesa. Vivió retirada de la Corte, lejos de su padre y de sus sucesivas esposas, aunque la última de estas, Catalina Parr, medió para que padre e hija se reconciliaran. Isabel, gracias a la Tercera Acta de Sucesión de 1543, recobró sus derechos en la línea sucesoria detrás de su hermano el príncipe Eduardo (hijo de Juana Seymour) y de su hermana María Tudor (hija de Catalina de Aragón), quien también fue restituida en esa misma Acta de Sucesión.
Entre sus asistentes, durante la época del exilio, destacaron Katherine Champernowne y Matthew Parker. La primera fue incluida entre los miembros de la casa de Isabel, previamente a la muerte de su madre y mantuvo con la futura reina una amistad que se prolongó hasta su posterior deceso. Matthew Parker fue el sacerdote favorito de Ana Bolena, quien le hizo prometer, antes de su ejecución, que se preocuparía del bienestar de su hija.
En cuanto a su personalidad, Isabel tenía mucho en común con su madre: neurótica, carismática, enamoradiza y fervientemente protestante. También heredó su delicada estructura ósea, así como sus rasgos faciales; del rey, solo su cabello rojizo.
Tras la muerte de Enrique VIII en 1547 y el ascenso al trono de su hijo, Eduardo VI, Catalina Parr contrajo nuevo matrimonio con Thomas Seymour —tío de Eduardo— llevándose a Isabel consigo. Allí, ésta recibió una exquisita educación que le propició una excelente expresión en su inglés natal,[cita requerida] en francés, en italiano, en griego y en latín. Bajo la influencia de Catalina, Isabel se formó como protestante.
Mientras su hermano se mantuvo en el trono, la posición de Isabel fue inestable. Sin embargo, en 1553, Eduardo murió a la temprana edad de 15 años. Antes de su fallecimiento, y contraviniendo el Acta de Sucesión dictada por su padre en 1544, Eduardo declaró heredera a lady Jane Grey, que sería depuesta unos días después de su proclamación, el 19 de julio de 1553. Apoyada por el pueblo, María regresó triunfante a Londres acompañada de su media hermana.
Sin hacer caso de la opinión pública, María contrajo matrimonio con el príncipe Felipe de España, futuro rey de España bajo el nombre de Felipe II. La impopularidad de esta unión provocó en María el miedo a ser derrocada por una rebelión popular que nombrara a Isabel como nueva monarca. Este temor casi se hizo realidad cuando la rebelión de Thomas Wyatt de 1554 intentó evitar su boda. Tras su fracaso, Isabel fue hecha prisionera en la Torre de Londres, pero su ejecución, solicitada por algunos miembros del séquito español, nunca se materializó debido a la resistencia de la corte inglesa a enviar a un miembro de los Tudor al patíbulo. La reina intentó entonces apartar a Isabel de la línea sucesoria como castigo, pero el Parlamento se lo impidió. Tras dos meses de encierro en la Torre, Isabel fue puesta bajo vigilancia de Sir Henry Bedingfield. A finales de ese año, corrió el falso rumor de que María se encontraba embarazada. Se permitió entonces que Isabel retornara a la corte, ya que Felipe guardaba cierto recelo a que su esposa muriera durante el parto, en cuyo caso prefería que el trono pasara a la recluida. Al instante en el que se desmintió el hecho, María, incapaz de evitar que Isabel la sucediera, intentó convertirla al catolicismo, cosa que esta última fingió aceptar pese a que en su interior siguió siendo fiel a la fe protestante.
A partir de octubre de 1555, Isabel residió en Hatfield House, Hertfordshire. En 1558, Felipe, que ya era rey de España, envió a Gómez III Suárez de Figueroa y Córdoba para entrevistarse con Isabel, en vistas al decaimiento progresivo de la salud de María. Para octubre, la joven princesa ya se encontraba haciendo planes para su gobierno. El 6 de noviembre, María reconoce a Isabel como su heredera y el 17 de noviembre la reina fallece, dejando a Isabel como nueva reina de Inglaterra. Según la tradición, Isabel recibió la noticia bajo un roble y en respuesta, recitó un verso del salmo 118: A Domino factum est illud et est mirabile in oculis nostris (en español: Esta es obra del Señor y es maravilloso ante nuestros ojos).

## Adhesión

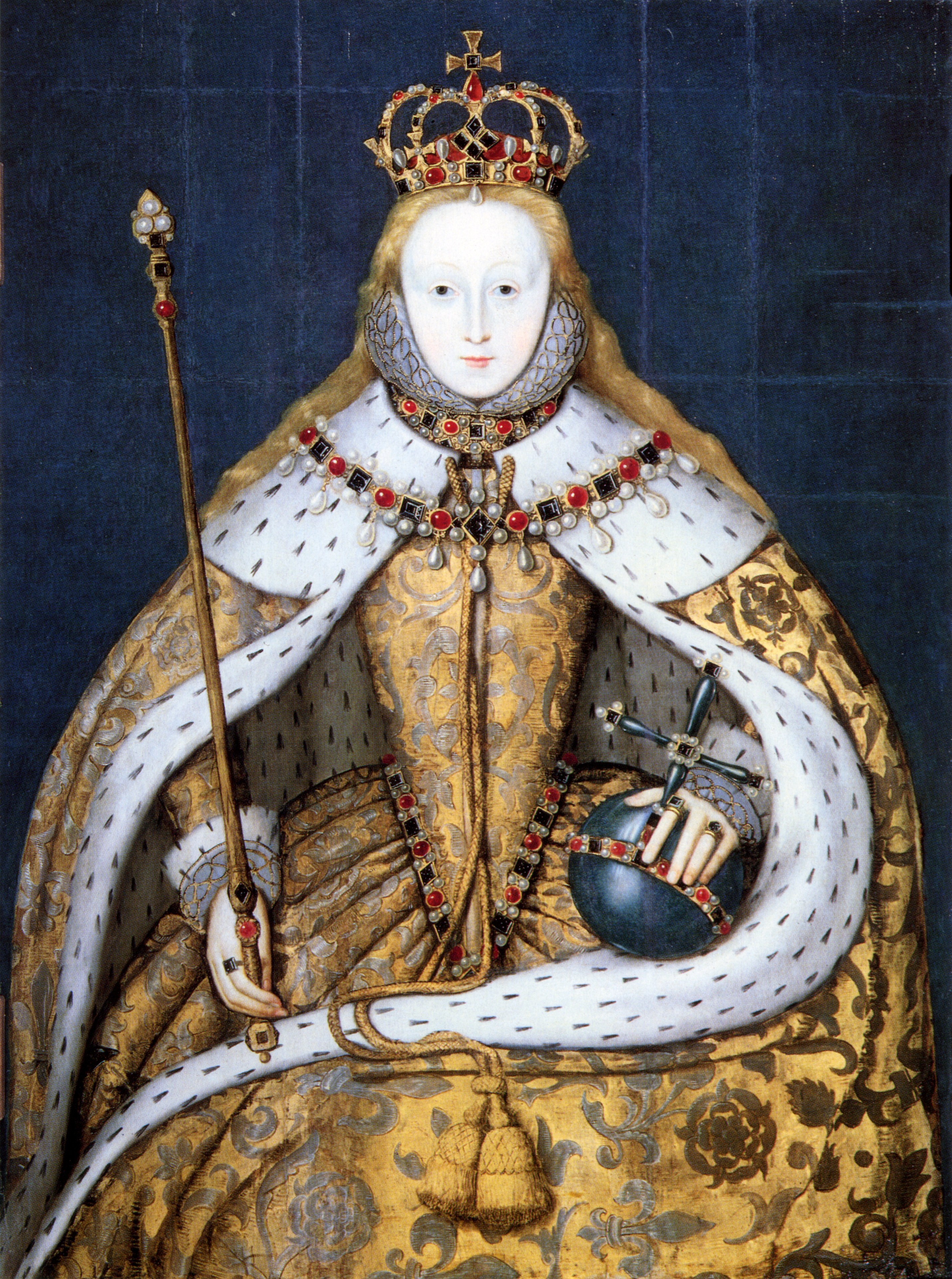
Retrato de Isabel en su coronación.
Copia de un original, h. 1600.

A la edad de 25 años, Isabel se convirtió en reina y declaró sus intenciones a su Consejo privado y los otros pares del reino que habían llegado a Hatfield a manifestar su apoyo. Su discurso ante ellos se convirtió en el primer testimonio que ha llegado hasta nuestros días sobre la teología política medieval de los "dos cuerpos": el natural y el político:

Mis señores, la ley de la naturaleza me mueve a llorar por mi hermana; la carga que recae sobre mí me asombra, y sin embargo, considerando que soy una criatura de Dios, me ordena a obedecer Su nombramiento, me rendiré, deseando desde el fondo de mi corazón que pueda tener asistencia de Su gracia para ser ministro de su voluntad celestial en este puesto ahora a mí encomendado. Y como yo no soy más que un cuerpo considerado naturalmente, aunque con Su permiso un cuerpo político para gobernar, así desearía que todos vosotros... seáis mis ayudantes, para que yo con mi gobierno y vosotros con vuestro servicio podamos rendir una buena cuenta a Dios Todopoderoso y dejar algo de consuelo a nuestra posteridad en la Tierra. Pretendo dirigir todas mis acciones con buen asesoramiento y consejo.

A su regreso triunfal a Londres en la víspera de su ceremonia de coronación, fue bienvenida calurosamente por los ciudadanos y saludada con oraciones y espectáculos, con fuerte sabor protestante. Las respuestas abiertas y corteses de Isabel fueron recibidas con alegría por la población, quienes se encontraban "maravillosamente encantados" por su nueva reina. El día siguiente, el 15 de enero de 1559, Isabel fue coronada y ungida por Owen Oglethorpe, obispo católico de Carlisle, en la abadía de Westminster. Luego fue presentada para la aceptación de la gente, en medio de un ruido ensordecedor de órganos, pífanos, trompetas, tambores y campanas. Aunque Isabel fue recibida con alegría y esperanza, el país todavía estaba en un estado de ansiedad por la amenaza percibida de los católicos dentro y en el extranjero, así como por la elección de con quién se casaría.

## Primeros años en el poder

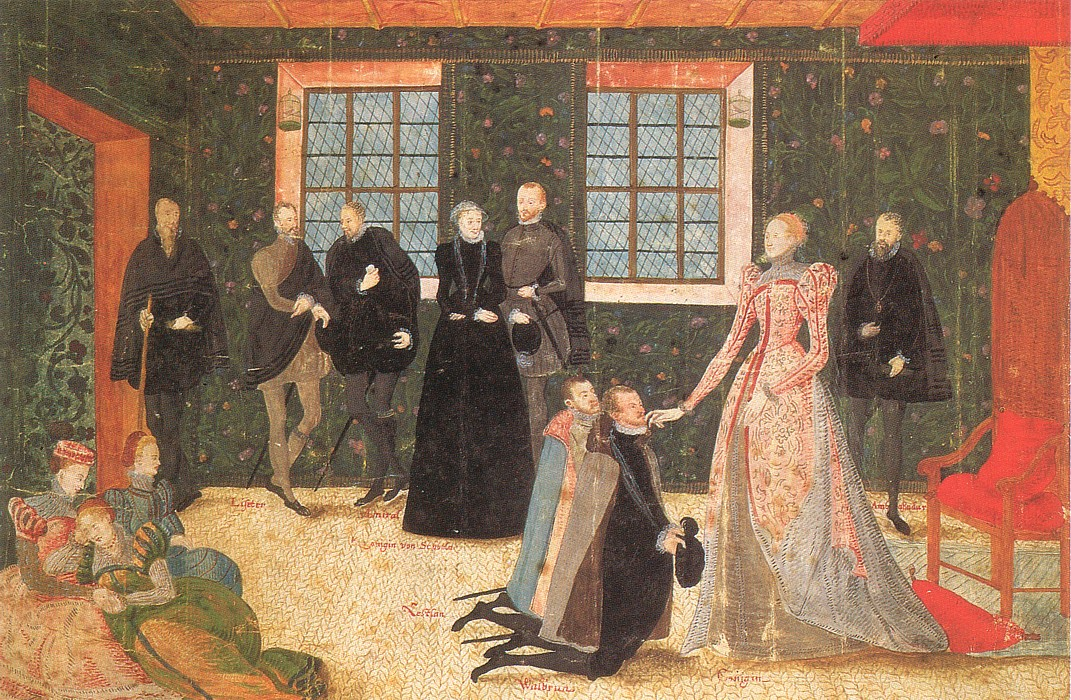
Isabel I recibiendo embajadores (ing., Queen Elizabeth and the Ambassadors), 1560.

Al comienzo de su reinado, la política exterior de Isabel se caracterizó por su cautelosa relación con la España de Felipe II, que se había ofrecido a casarse con ella en 1559, y sus problemáticas relaciones con Escocia y Francia, país este último con el que se encontraba en guerra debido a que su hermana María Tudor había decidido apoyar a su marido Felipe II de España en la guerra casi continua en la que se hallaban inmersas España y Francia desde 1522.
La reina de Escocia, María Estuardo (nieta de Margarita Tudor, hermana de Enrique VIII), estaba casada con Francisco II de Francia. Aunque residía en Francia, su madre, María de Guisa, parte de una de las más poderosas y católicas casas nobiliarias francesas, regía el reino en su ausencia, defendiendo los intereses de los católicos en Escocia. Debido a la guerra contra Francia en la que se encontraba inmersa Inglaterra, Francisco II apoyó las pretensiones de su mujer al trono inglés, mientras que la madre de esta permitía la presencia de tropas francesas en bases escocesas.
Rodeados por la amenaza francesa, Isabel y Felipe se vieron forzados a unir fuerzas pese a sus diferencias religiosas. Por un lado, y gracias a la mediación de Felipe, Inglaterra se sumó al tratado de paz de Cateau-Cambrésis en 1559, en el que Isabel renunciaba formalmente a la última plaza inglesa en el continente, Calais, capturada el año anterior por Francisco de Guisa, hermano de María de Guisa; por su lado, Francia se comprometía a retirar su apoyo a las pretensiones de María Estuardo al trono inglés. Durante las celebraciones que acompañaron a la firma de este tratado de paz, Francisco II murió, lo que provocó que su esposa María regresara a Escocia en 1561.
Además, en el mismo año (1559), Isabel apoyó la revolución religiosa de John Knox, líder protestante escocés, que buscaba eliminar la influencia católica en Escocia. Isabel envió un ejército a sitiar Leith, donde se concentraban las tropas francesas, y una armada a bloquear el Fiordo de Forth, donde se esperaba que los franceses desembarcaran refuerzos para apoyar a los escoceses. Aunque el sitio de Leith fue un terrible fracaso, la armada logró impedir el desembarco francés y facilitó la victoria rebelde, logrando, tras la muerte de María de Guisa en 1560, que representantes de María Estuardo firmaran el Tratado de Edimburgo, que eliminó la influencia francesa en Escocia, aunque María se negó siempre a ratificar dicho tratado.
Mientras tanto, Catalina de Médicis, regente en nombre de Carlos IX en Francia tras la muerte de Francisco II, fue incapaz de impedir que Francisco de Guisa llevara a cabo una matanza de hugonotes, con lo que estalló una guerra religiosa entre la casa católica de Guisa, dirigida por Francisco, y la casa protestante de Borbón, dirigida por el príncipe de Condé, Luis Borbón. Isabel apoyó la causa protestante, llegando a comprar a estos últimos el puerto de El Havre, que pensaba intercambiar por Calais al final de la guerra. Sin embargo, tras la tregua entre protestantes y católicos de 1563, Isabel no pudo retener El Havre y firmó una paz con Francia en 1564.
Tras las victorias en Escocia y la desafortunada intervención en Francia, desaparecieron los únicos elementos comunes de la política exterior de Isabel y Felipe II, lo que se tradujo en un continuo decaimiento de las relaciones entre ambos países, a la vez que en un acercamiento de Inglaterra a Francia.
Desde los primeros años de su reinado, Isabel depositó su confianza en sir William Cecil (Lord Burghley desde 1572), que fue primero secretario real y luego tesorero real hasta su muerte en 1598, momento en el cual la confianza de la reina pasó al hijo de este, Robert Cecil.

### La sucesión: María Estuardo

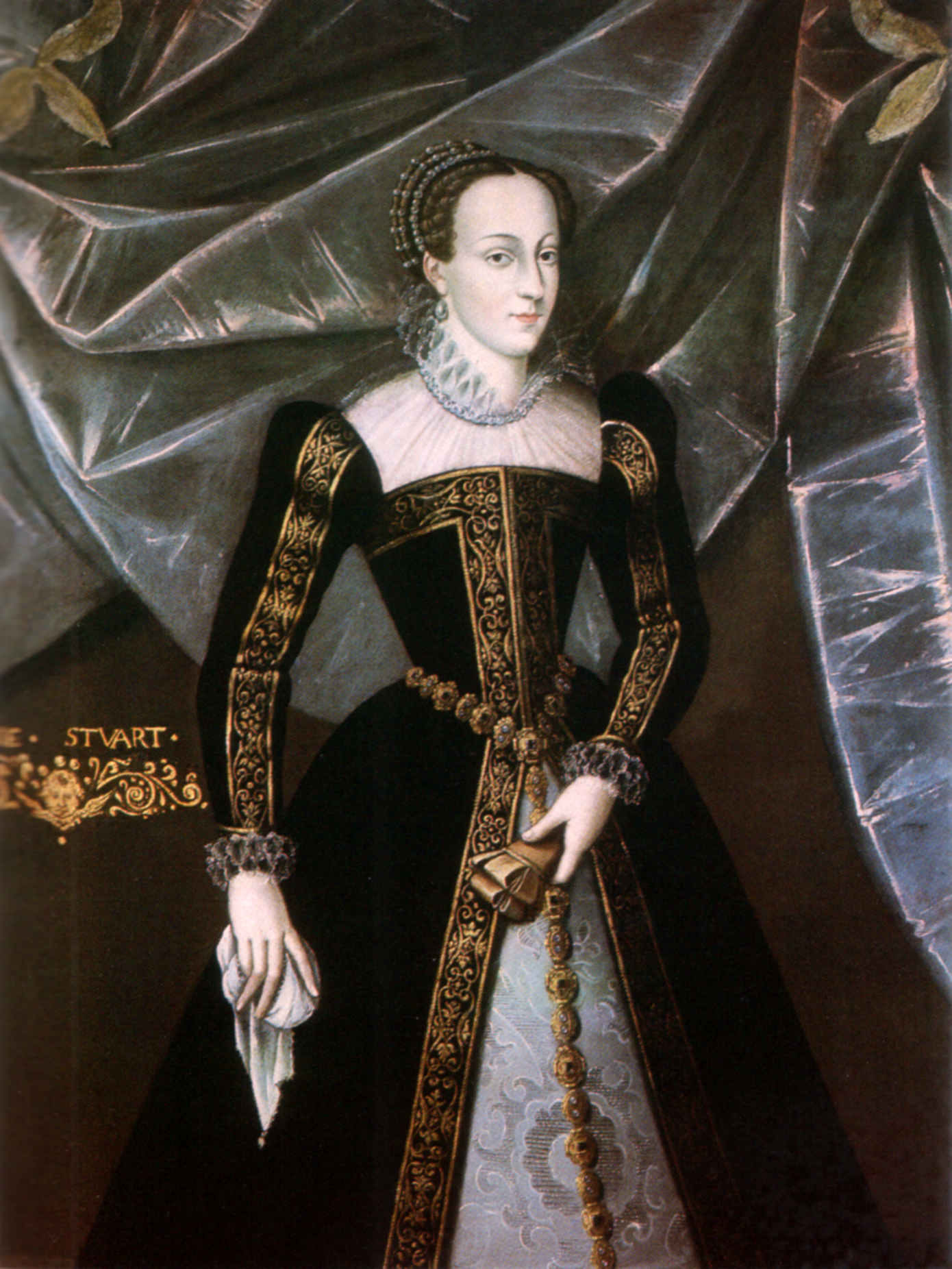
La reina María I de Escocia.

Poco después del ascenso de Isabel al trono se inició un debate sobre quién tenía que ser el esposo de la reina, incluyendo la petición del Parlamento a la reina de que contrajera matrimonio. Sin embargo, contraer matrimonio hubiera significado para Isabel compartir el poder con el rey consorte, algo que hacía que sienta cierta repulsión, y que puede explicar en parte su negativa constante a hablar siquiera de matrimonio. Sin hijos que la sucedieran, Isabel tenía dos herederas lógicas: María Estuardo, nieta de la hermana mayor de Enrique VIII, Margarita Tudor, y Catherine Grey, descendiente de la hermana menor de Enrique VIII, María Tudor. Isabel sentía animadversión tanto hacia la primera, por sus enfrentamientos anteriores y su catolicismo, como hacia la segunda, que se había casado sin el permiso real y cuya hermana Jane había «usurpado» el trono inglés.
El problema de la sucesión se agravó a finales de 1562, año en el que Isabel sufrió la viruela. Aunque se recuperó, el Parlamento volvió a insistir en la necesidad de que se casara para obtener descendencia, a lo que Isabel se negó, disolviendo el Parlamento hasta 1566. Ese año la reina necesitaba el permiso del Parlamento para recaudar más fondos; este le fue otorgado a condición de que se casara, a lo que Isabel volvió a negarse. En 1568, Catherine Grey murió dejando descendientes que por distintas razones no eran aptos para el trono; así pues, María Estuardo vio aún más reforzada su posición de heredera natural del reino.
Sin embargo, María tenía sus propios problemas en Escocia, donde una rebelión provocada por su boda con el asesino de su segundo marido (con el que había concebido a Jacobo VI) forzó a que abdicara en este y huyera a Inglaterra. Allí fue muy mal recibida, y debido tanto al peligro que suponía para Isabel como heredera del trono como al descubrimiento de unas cartas donde supuestamente instigaba a los asesinos de su segundo marido a actuar, fue recluida en el Castillo de Sheffield.

### Apoyo a la causa protestante

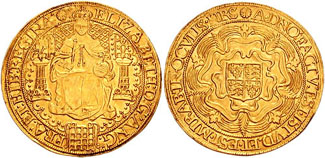
Monedas con la efigie de la reina Isabel I, 1585.

En 1568, Isabel se sintió amenazada por la durísima represión del Duque de Alba en las revueltas protestantes en Holanda, así como por el ataque de Felipe II contra los barcos de los corsarios Francis Drake y John Hawkins. Mientras que sus consejeros, encabezados por Francis Walsingham, pedían a la reina que apoyara la causa protestante como ya había hecho años antes con el príncipe de Condé, esta se inclinó por ordenar la captura de la flota de Indias en 1569.
Ese mismo año (1569) se producen dos levantamientos: la llamada Rebelión del Norte, liderada por nobles católicos de dicha zona, que esperaban contar con el apoyo de España contra Isabel, y la primera rebelión de Desmond contra el gobierno inglés en Irlanda, acaudillada por James Fitzmaurice Fitzgerald. Sin embargo, tanto el Duque de Alba como Felipe II eran reacios a intervenir en Inglaterra, dada la complicada situación en Holanda. Privados sus enemigos de apoyo exterior, Isabel pudo hacer frente a las rebeliones, aunque fue excomulgada por una bula papal de 1570, que exacerbó sus problemas con los católicos. Un año después el banquero florentino Ridolfí planeó asesinar a la reina y colocar a María Estuardo en el trono, con apoyo de España, para restaurar el catolicismo. El plan fue descubierto por Cecil, y los conspiradores fueron ejecutados. Entre ellos se encontraba el duque de Norfolk, primo de Isabel.
El endurecimiento de sus problemas con los católicos no impidió a Isabel inclinarse por una alianza con Francia como contrapeso a España, a pesar de la matanza de San Bartolomé de 1572. Llegó incluso a negociar su matrimonio con el futuro Enrique III, y tras la coronación de este, con su hermano Francisco de Anjou, que falleció en 1584 antes de que la unión pudiera llevarse a cabo.
La presión sobre Isabel para que apoyara a los protestantes holandeses fue incrementándose, hasta que en 1577 el consejo real, incluyendo a Cecil, aprobó unánimemente el envío de una fuerza expedicionaria. La reina confirió el mando de dicha fuerza a Robert Dudley, conde de Leicester, pero cambió de opinión al año siguiente retirando su apoyo por su reticencia a entrar en un conflicto abierto con España.
En 1579, apoyándose en la bula de excomunión contra Isabel, James Fitzmaurice Fitzgerald lanzó la segunda rebelión de Desmond. Contaba con el apoyo del Papa, que envió tropas y dinero, y de Felipe II, que mandó un pequeño cuerpo expedicionario a Irlanda, aceptando ser coronado en lugar de Isabel cuando la revolución triunfara. Sin embargo, las tropas de la reina lograron contener progresivamente la rebelión, acabando con ella en 1583.

## La guerra con España

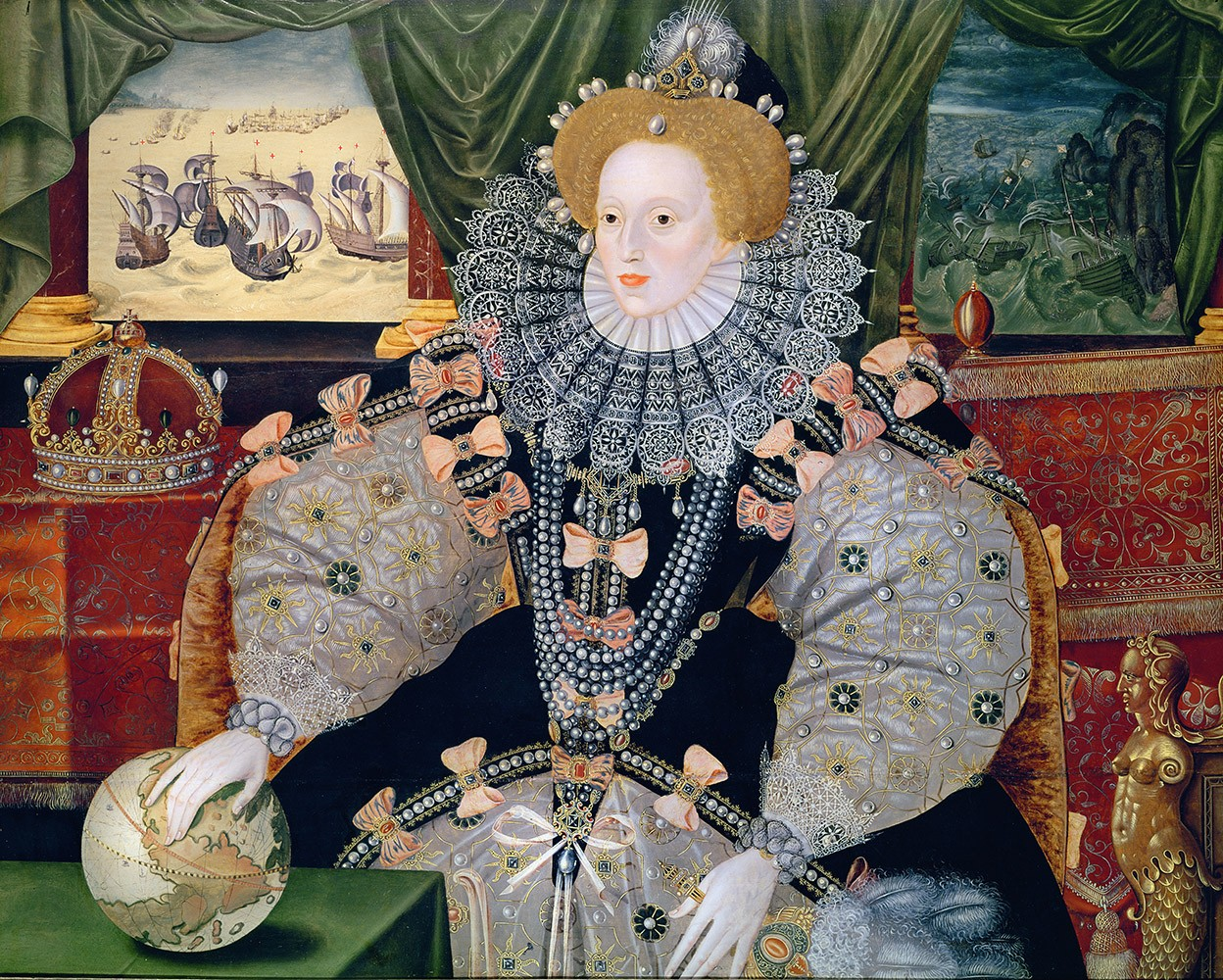
Retrato de Isabel I (de autor anónimo, hacia 1589), conmemorando la derrota de la armada española (representada en el fondo). Obsérvese el globo terráqueo bajo la mano derecha de la reina, símbolo de su poder mundial.

España presionaba los intereses ingleses con fuerza: el apoyo a los rebeldes irlandeses y el ascenso de Felipe II al trono de Portugal, y sobre todo la desesperada situación protestante en Holanda (con Amberes a punto de caer) y Francia, donde la Liga Católica y la familia Guisa habían logrado imponer su voluntad a Enrique III, constituían serias amenazas para Inglaterra. Temiendo la rendición neerlandesa y la coronación de un títere español en Francia, Isabel se comprometió en 1585 a apoyar a los rebeldes holandeses, enviando al Conde de Leicester 5000 hombres y 1000 caballos. Como garantía de pago por sus gastos, Isabel deseaba los puertos de Brielle y Flesinga. Sin embargo, rechazó ser coronada reina de Holanda, ya que eso le hubiera comprometido totalmente en la guerra, y su situación económica no lo permitía. El conde de Leicester no fue capaz de obtener ninguna victoria militar significativa, y de hecho todas sus intervenciones acabaron en derrota. Esto, unido a su aceptación contra la expresa voluntad de Isabel del título de gobernador general de Holanda, provocó que fuera llamado a Inglaterra en 1587.
Asimismo, Isabel apoyó la actividad corsaria de Francis Drake contra la marina mercante española, lo que llevó a Felipe II a considerar la posibilidad de una guerra abierta contra Inglaterra, en cuanto hubiera una razón de peso para ello.
Una nueva conspiración católica contra Isabel otorgó a Felipe la excusa que buscaba. El rico comerciante londinense Anthony Babington pretendía asesinar a la reina y coronar a María Estuardo. El complot fue descubierto en la primavera de 1586; se reveló que en la misma había participado la propia María, por lo que el Parlamento pidió su ejecución. Isabel se resistió todo lo que pudo, pero finalmente fue incapaz de soportar la presión, ordenando la ejecución de María, que en su testamento cedió a Felipe sus derechos al trono inglés.
Felipe comenzó, por tanto, a preparar el plan de invasión de Inglaterra que se apoyaba en los tercios de los Países Bajos, mientras Isabel reforzaba la marina de su reino. En 1587, Drake atacó con éxito Cádiz, destruyendo varios barcos y retrasando efectivamente hasta 1588 a la famosa Armada Invencible. Sin embargo, la Armada vio frustrado su propósito por la resistencia inglesa, por el bloqueo neerlandés y por el mal tiempo.

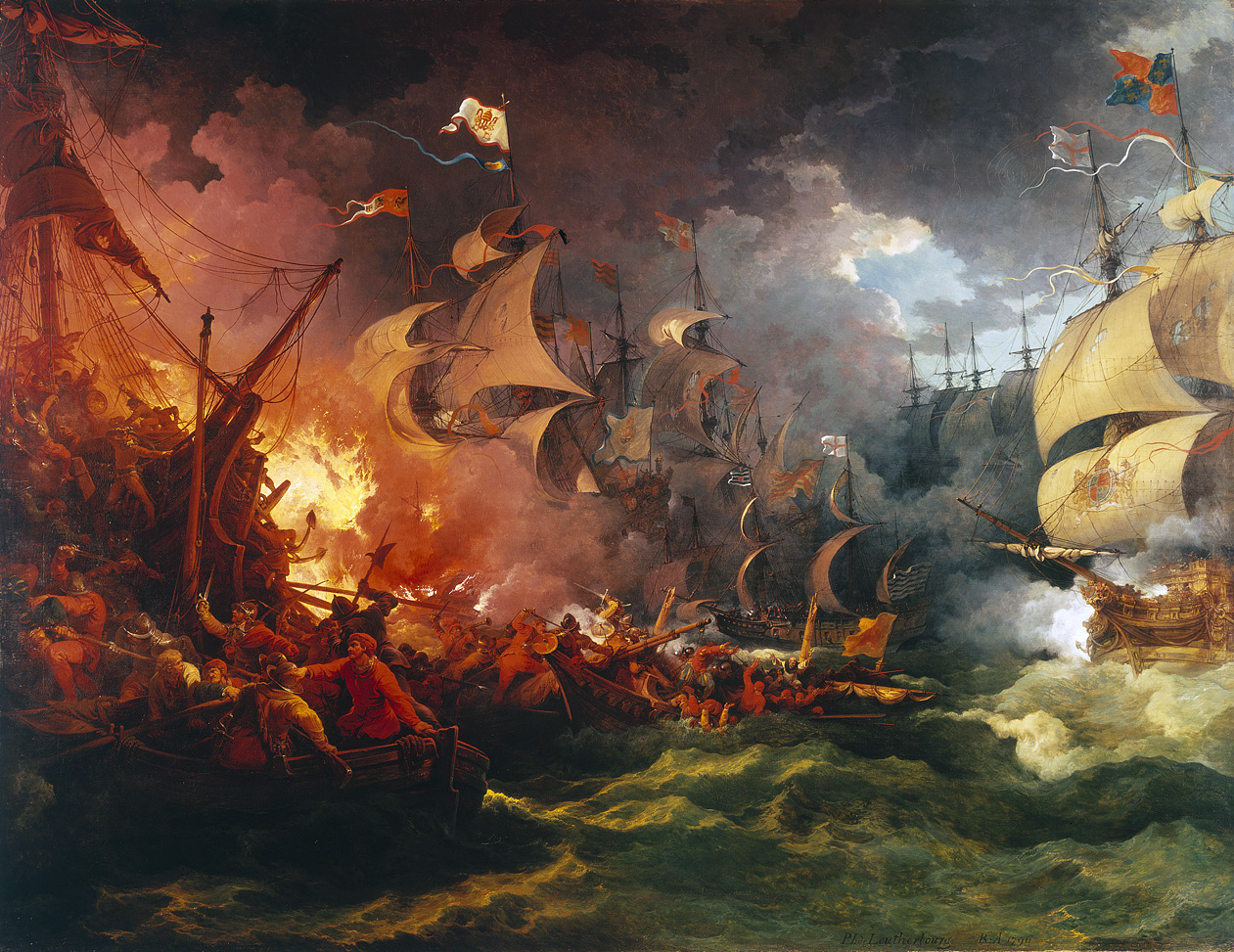
Derrota de la armada invencible, pintura de Philippe-Jacques de Loutherbourg (1796).

Mapa de la contraarmada, que se saldó con una dura derrota inglesa.

La victoria sobre la Armada llenó de alivio a Isabel, que ya no habría de temer una invasión de los tercios españoles. Pero el ambiente en Inglaterra tras la batalla distó de ser una algarabía de fervor patriótico y festejos por el fracaso de la invasión española. A la batalla siguieron todo tipo de disturbios y enfrentamientos políticos provocados por las penalidades pasadas por los combatientes ingleses, que tardaron meses en cobrar sus sueldos debido a que la guerra llevó al borde de la bancarrota a las coronas inglesa y española. Aun así, confiada por la victoria, en 1589 la reina ordenó una expedición contra Lisboa, la Contraarmada (superior incluso a la Armada Invencible), con el objetivo de acabar con los restos de la flota española del Atlántico e incitar a Portugal a un levantamiento en contra de Felipe. Sin embargo, esta expedición acabó en desastre, ya que fue incapaz de capturar la capital portuguesa, perdiendo gran cantidad de soldados, marineros y buques, y provocando una gran crisis económica. La ventaja que Inglaterra había ganado sobre la destrucción de la Armada española se perdió, y la victoria española marcó un resurgimiento del poder naval de Felipe II durante la próxima década.
Más éxito tuvieron sus intervenciones en favor de los protestantes holandeses (8000 soldados) y en la guerra civil francesa, a favor del también protestante Enrique IV de Francia (20 000 soldados), ya que al apoyar a Enrique, Isabel distrajo la atención de España, permitiendo a los rebeldes holandeses recuperarse cuando ya creían su derrota casi segura. Aunque la guerra religiosa se decantó del lado católico, al convertirse Enrique al catolicismo en 1593, Isabel mantuvo la alianza con Francia debido a la necesidad de proseguir la lucha contra España. Aunque retiró sus tropas de Francia en 1596, Isabel volvió a enviar de nuevo 2000 soldados tras la captura española de Calais.
Isabel envió aún dos flotas en contra de España, una en 1596 que fracasó en su intento de atacar las colonias americanas (y que causó la muerte de Francis Drake y John Hawkins), y otra en 1597, que logró saquear Cádiz. Felipe, por su parte, envió también dos expediciones contra Inglaterra, la primera de las cuales logró desembarcar en Cornualles y saquear los territorios circundantes, hecho conocido como batalla de Cornualles, pero la segunda flota naufragó en Finisterre debido a un temporal.
Mientras guerreaba contra España, Isabel se tuvo que enfrentar a una nueva rebelión en Irlanda, la Guerra de los Nueve Años irlandesa (1594-1603), donde Red Hugh O'Donnell y Hugh O'Neill se levantaron contra la colonización inglesa. La reina se vio forzada a enviar 17 000 soldados al mando de Robert Devereux, conde de Essex, en 1599 para frenar el alzamiento, pero este fracasó. Charles Blount, VIII barón de Mountjoy, le sucedió con éxito, lo que provocó que España, paralizada desde la muerte de Felipe II en 1598, interviniera en 1601 a favor de los rebeldes con 3500 soldados que desembarcaron en Kinsale. Cercados por los ingleses, fueron derrotados junto a sus aliados irlandeses en la batalla de Kinsale que puso fin a la intervención española en Irlanda. En 1603 la rebelión irlandesa terminó con el Tratado de Mellifont.
Los tres intentos de establecer asentamientos ingleses permanentes en América fracasaron durante su reinado. Los viajes de Martin Frobisher, La expedición de Humphrey Gilbert a San Juan de Terranova en 1583 y la colonia de Roanoke (1585-1590).

## Muerte de la reina

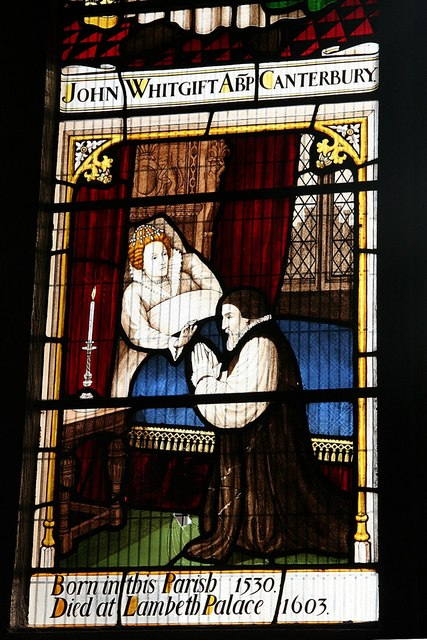
El arzobispo de Canterbury, Whitgift, en el lecho de muerte de Isabel. Vitral de la iglesia de St. James, Grimsby.

El asesor principal de Isabel, William Cecil, murió el 5 de agosto de 1598. Su papel dentro de la política real será continuada por su hijo Robert, que pronto se convirtió en el líder del Gobierno. Una de las tareas que este último se propuso fue preparar el camino para una sucesión tranquila. Ya que Isabel nunca quiso nombrar sucesores, Cecil se vio obligado a proceder en secreto, entrando en negociaciones con Jacobo VI de Escocia, que tenía fuertes, pero no reconocidos, derechos sobre la corona. Cecil enseñó al impaciente Jacobo a mantenerse en la sucesión asegurando el beneplácito de la reina, sin pedir abiertamente el trono. El consejo funcionó. El tono de Jacobo encantó a Isabel, aunque según el historiador J. E. Neale, Isabel nunca declaró abiertamente la sucesión al escocés, ella sí dio a conocer sus deseos por inequívocas frases veladas.
La salud de la reina permaneció sin sobresaltos hasta el otoño de 1602, cuando una serie de muertes dentro de su grupo de amistades la sumió en una depresión severa. El 25 de febrero de 1603, la muerte de la condesa de Nottingham, Catalina, esposa de Charles Howard, que era sobrina de su prima y amiga Catalina, Lady Knollys, fue un golpe de particular importancia. En marzo, se describe que la reina está con malestares y parecía deprimida. Se instaló en uno de sus palacios favoritos, Richmond, cerca del río Támesis. Ella misma se negó a ser examinada y tratada por sus médicos, además de negarse a guardar cama, permaneciendo de pie por varias horas, en silencio. A medida que su condición se deterioraba, sus damas de honor esparcían cojines por el suelo, e Isabel finalmente se recostaba en ellos.
Mientras se iba debilitando, sus siervos insistieron en ponerla más cómoda en su cama, al mismo tiempo que consejeros de Isabel se reunían alrededor y se tocaba música suave para calmarla. Isabel aún no había nombrado un sucesor, y en su lecho de muerte le hizo una señal a Cecil para dejar a Jacobo en el trono. Cerca de las dos de la mañana, la reina murió el 24 de marzo de 1603, y se dice que falleció «ligeramente como un cordero, fácilmente como una manzana madura del árbol».
Isabel fue enterrada sin habérsele practicado la autopsia, por lo que la causa de su muerte sigue siendo desconocida. Generalmente se atribuye a un envenenamiento de la sangre, posiblemente causado por el maquillaje blanco, hecho a partir de cerusa veneciana, una mezcla de plomo y vinagre, haciendo este altamente venenoso.
A las pocas horas, Cecil y el consejo llevaron a cabo sus planes y nombraron a Jacobo como nuevo rey de Inglaterra.

### Funeral y entierro

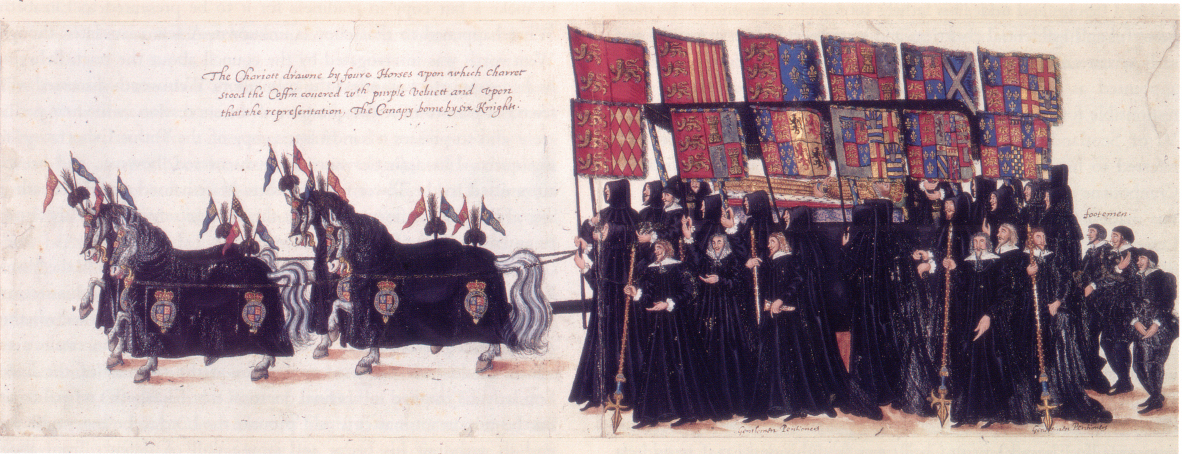
Cortejo fúnebre de Isabel I, atribuido a William Camden (1603).

El ataúd de Isabel fue llevado río abajo en la noche a Whitehall, en una barca iluminada con antorchas, para luego ser dejada en capilla ardiente. En el funeral del 28 de abril, el féretro fue trasladado a la Abadía de Westminster en una carroza tirada por cuatro caballos con gualdrapas de terciopelo negro. En las palabras del cronista John Stow:

"Westminster estaba sobrecargada de una multitud de toda clase de personas en sus calles, casas, ventanas, pistas y canaletas, que acudieron a ver las exequias, y cuando vieron a su estatua situada en el ataúd, hubo un general sentimiento de gente suspirando, gimiendo y llorando como antes no se ha visto ni conocido en la memoria de los hombres."

Fue enterrada en la capilla de Enrique VII de la abadía de Westminster, junto a su hermana María. La inscripción en latín sobre sus tumbas reza: «Compañeras en el trono y la tumba, aquí descansan, Isabel y María, hermanas, en la esperanza de la resurrección».

## La conversión de Inglaterra al protestantismo

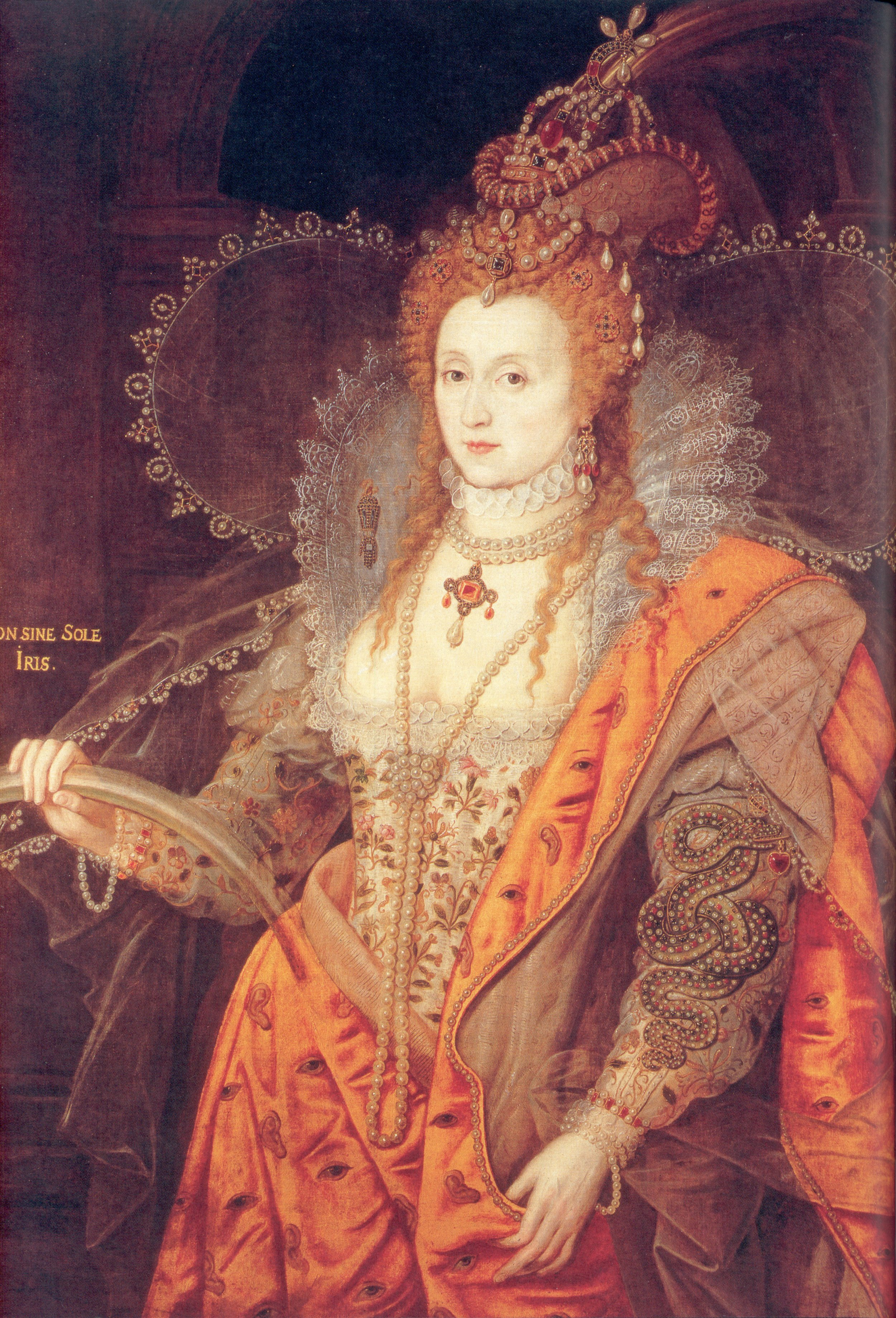
Retrato de la reina Isabel I, conocido como Retrato del Arcoíris, c. 1600, una representación alegórica de la reina.

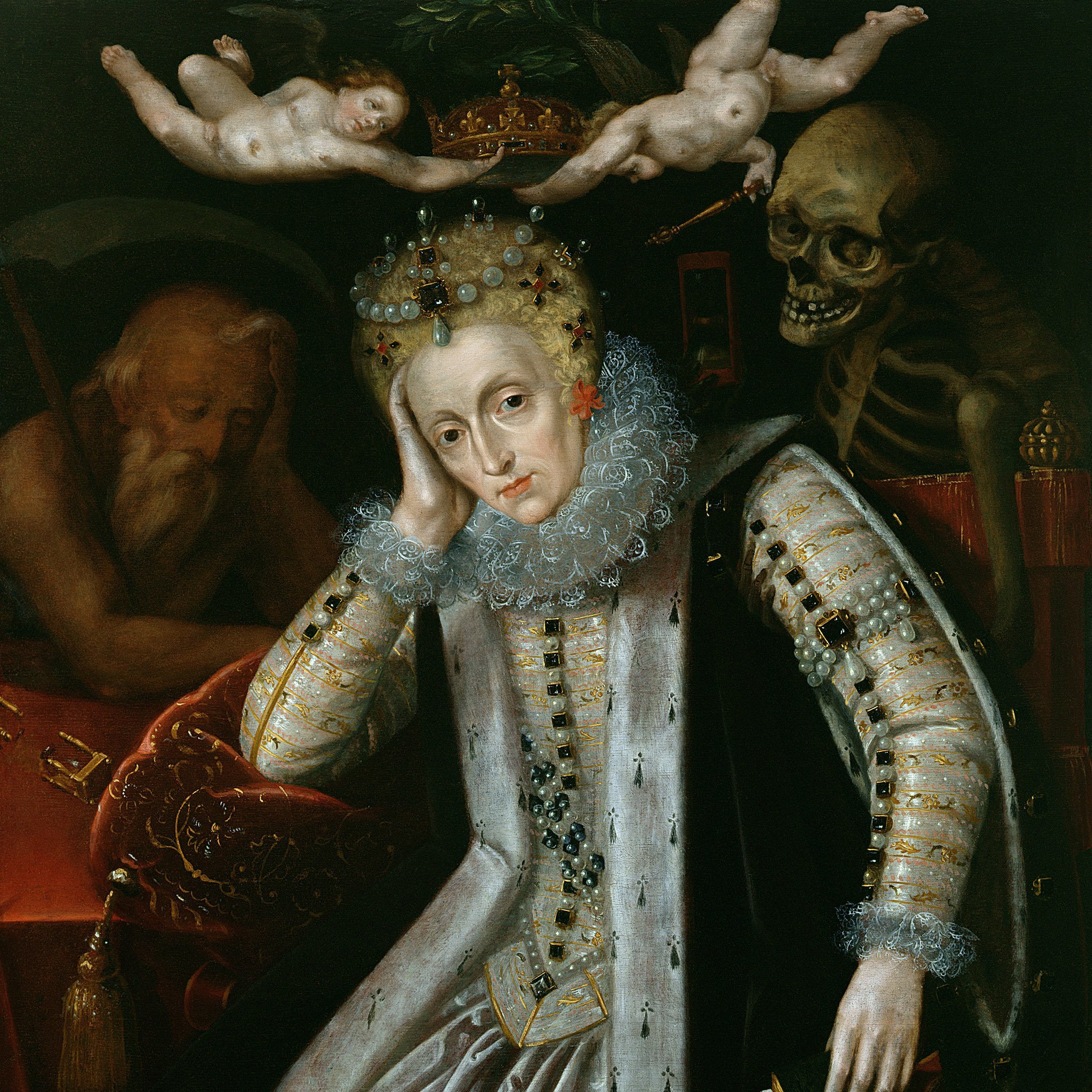
Retrato de Isabel I, pintado después de 1620, durante el primer renacimiento del interés en su reinado. El Tiempo duerme a su derecha y la Muerte mira por encima del hombro izquierdo; dos putti sostienen la corona sobre su cabeza.

Uno de los hechos más destacados de su reinado fue el de la transformación de Inglaterra, un país mayoritariamente católico, en un país protestante. María, hermana de Isabel, había restaurado el catolicismo durante su época de gobierno, hasta tal punto que la reina no encontró a ningún obispo importante que oficiara su coronación y tuvo que recurrir al obispo de Carlisle.
Ya en 1559, Isabel, suprema gobernadora de la Iglesia anglicana, proclamó el Acta de Uniformidad, que obligaba a usar una versión revisada del Devocionario de Eduardo VI —un libro protestante— en los oficios y a ir a la iglesia todos los domingos, y el Acta de Supremacía que forzaba a los empleados de la corona a reconocer mediante juramento la subordinación de la Iglesia inglesa a la monarquía. La mayoría de los obispos católicos instaurados por María se negaron a aceptar estos cambios, siendo depuestos y sustituidos por personas favorables a las tesis de la reina.
Isabel intentó durante sus primeros años una política de tolerancia hacia los católicos; sin embargo, las rebeliones de 1569 y 1571 y la bula papal de excomunión de 1570 la llevaron a endurecer las medidas contra los católicos. Entre 1584 y 1585 se aprobó una ley que condenaba a muerte a aquellos sacerdotes católicos que se hubieran ordenado tras el ascenso de la reina en 1559. Debido en parte a la persecución, en parte a la identificación de protestantismo y patriotismo durante la guerra contra España y al envejecimiento (y posterior deceso) de los sacerdotes católicos, el país se había convertido efectivamente en protestante para cuando la reina falleció en 1603.

## Representación en el cine y la televisión
Es, junto a Enrique VIII, el único personaje con tres intérpretes que consiguieron una nominación al Óscar.
| Año  | Título                               | Director                           | Actriz                                    |
| ---- | ------------------------------------ | ---------------------------------- | ----------------------------------------- |
| 1936 | María Estuardo                       | John Ford                          | Florence Eldridge                         |
| 1939 | La vida privada de Elizabeth y Essex | Michael Curtiz                     | Bette Davis                               |
| 1953 | Young Bess                           | George Sidney                      | Jean Simmons                              |
| 1955 | El favorito de la reina              | Henry Koster                       | Bette Davis                               |
| 1971 | Elizabeth R (serie de la BBC)        | Varios                             | Glenda Jackson                            |
| 1971 | María, reina de Escocia              | Charles Jarrott                    | Glenda Jackson                            |
| 1986 | Blackadder (serie de televisión)     | Varios                             | Miranda Richardson                        |
| 1998 | Shakespeare in Love                  | John Madden                        | Judi Dench                                |
| 1998 | Elizabeth                            | Shekhar Kapur                      | Cate Blanchett                            |
| 2005 | Elizabeth I (TV)                     | Tom Hooper                         | Helen Mirren                              |
| 2005 | The Virgin Queen (TV)                | Coky Giedroyc                      | Anne-Marie Duff                           |
| 2007 | Elizabeth: La edad de oro            | Shekhar Kapur                      | Cate Blanchett                            |
| 2007 | Los Tudor (serie de televisión)      | Varios                             | Kate Duggan/Claire Macaulay/Laoise Murray |
| 2008 | The Other Boleyn Girl                | Justin Chadwick                    | Maisie Smith                              |
| 2011 | Anonymous                            | Roland Emmerich                    | Joely Richardson/Vanessa Redgrave         |
| 2013 | Doctor Who - El día del Doctor (TV)  | Nick Hurran                        | Joanna Page                               |
| 2013 | Reign (serie de televisión)          | Laurie McCarthy y más              | Rachel Skarsten                           |
| 2017 | Reinas (serie de televisión)         | José Luis Moreno y Manuel Carballo | Rebecca Scott                             |
| 2018 | María, reina de Escocia              | Josie Rourke                       | Margot Robbie                             |
| 2022 | Becoming Elizabeth (TV)              | Justin Chadwick                    | Alicia von Rittberg                       |